# Best of the Beach Boys
A Best Of The Beach Boys a The Beach Boys első válogatásalbuma, amely 1966 nyarán, alig két hónappal a Pet Sounds kiadása után jelent meg. A lemez a zenekar 1963 és 1965 közötti legnépszerűbb dalaiból válogat (és érthetetlen okokból felkerült rá a meglehetősen gyenge "Louie, Louie" című töltelékszám is az 1964-es Shut Down Volume 2 LP-ről). A válogatáslemez a 8. helyig jutott Amerikában, és hamar bearanyozódott. Brian Wilson-t felbosszantotta a Capitol Records időzítése: éppen abban a periódusban jelentettek meg egy, az együttes régebbi dalaiból válogató LP-t, amikor a Beach Boys zenéje a Pet Sounds-szal és a készülőben lévő "Good Vibrations"-szel minden korábbinál összetettebbé és kifinomultabbá vált.
Az album brit kiadása (az amerikaiétól némileg eltérő dalsorrenddel) a 2. helyig jutott a szigetországban, ahol a Beach Boys az idő tájt már jóval népszerűbb volt, mint szülőhazájukban.
A Best Of The Beach Boys néhány év leforgása alatt dupla platinalemezzé vált az Amerikai Egyesült Államokban, azonban már régóta nincsen forgalomban, helyét jóval átfogóbb válogatáslemezek vették át.

## Az album dalai
1. "Surfin' U.S.A." (Brian Wilson/Chuck Berry) – 2:28
2. "Catch A Wave" (Brian Wilson/Mike Love) – 2:18
3. "Surfer Girl" (Brian Wilson) – 2:26
4. "Little Deuce Coupe" (Brian Wilson/Roger Christian) – 1:50
5. "In My Room" (Brian Wilson/Gary Usher) – 2:13
6. "Little Honda" (Brian Wilson/Mike Love) – 1:51
7. "Fun, Fun, Fun" (Brian Wilson/Mike Love) – 2:18
8. "The Warmth Of The Sun" (Brian Wilson/Mike Love) – 2:50
9. "Louie, Louie" (Richard Berry) – 2:23
10. "Kiss Me, Baby" (Brian Wilson/Mike Love) – 2:35
11. "You're So Good To Me" (Brian Wilson/Mike Love) – 2:13
12. "Wendy" (Brian Wilson/Mike Love) – 2:22

## Brit kiadás
A Best Of The Beach Boys brit kiadása 14 dalt tartalmaz, az amerikai standard 12 számos formátum helyett.
1. "Surfin' Safari" (Brian Wilson/Mike Love) – 2:05
2. "Surfin' U.S.A." (Brian Wilson/Chuck Berry) – 2:28
3. "Little Deuce Coupe" (Brian Wilson/Roger Christian) – 1:50
4. "In My Room" (Brian Wilson/Gary Usher) – 2:13
5. "Fun, Fun, Fun" (Brian Wilson/Mike Love) – 2:18
6. "I Get Around" (Brian Wilson/Mike Love) – 2:12
7. "All Summer Long" (Brian Wilson/Mike Love) – 2:05
8. "Do You Wanna Dance?" (Bobby Freeman) – 2:18
9. "Help Me, Rhonda" (Brian Wilson/Mike Love) – 2:45
10. "California Girls" (Brian Wilson/Mike Love) – 2:37
11. "Barbara Ann" (Fred Fassert) – 2:05
12. "You're So Good To Me" (Brian Wilson/Mike Love) – 2:13
13. "Sloop John B" (Tradicionális) – 2:55
14. "God Only Knows" (Brian Wilson/Tony Asher) – 2:49

## Helyezések
| Helyezések (1966-67)   | Legmagasabb pozíció |
| ---------------------- | ------------------- |
| Billboard Hot 100      | 8                   |
| UK Nagylemez Lista     | 2                   |
| Norvég Nagylemez Lista | 2                   |